# Monumento a los Derechos Civiles
El Monumento a los Derechos Civiles (Civil Rights Memorial) es un monumento estadounidense ubicado en Montgomery, Alabama, creado por Maya Lin. Allí están inscritos los nombres de 41 personas, consideradas mártires al ser asesinadas por su lucha en el movimiento por los derechos civiles.
El monumento está patrocinado por el Southern Poverty Law Center.

## Nombres inscritos

### Mártires de los Derechos[1]
- Louis Allen (f. 31/01/1964)
- Willie Brewster (f. 15/07/1965)
- Benjamin Brown (f. 12/05/1967)
- Johnnie Mae Chappell (f. 23/03/1964)
- James Chaney (f. 21/06/1964)
- Addie Mae Collins (f. 15/09/1963)
- Vernon Dahmer (f. 10/01/1966)
- Jonathan M. Daniels (f. 20/08/1965)
- Henry Hezekiah Dee (f. 02/05/1964)
- Roman Ducksworth Jr. (f. 09/04/1962)
- Willie Edwards Jr. (f. 23/01/1957)
- Medgar Evers (f. 12/06/1963)
- Andrew Goodman (f. 21/06/1964)
- Paul Guihard (f. 30/09/1962)
- Samuel E. Hammond Jr. (f. 08/02/1968)
- Jimmie Lee Jackson (f. 26/02/1965)
- Wharlest Jackson (f. 27/02/1967)
- Martin Luther King Jr. (f. 04/04/1968)
- Bruce W. Klunder (f. 07/04/1964)
- George W. Lee (f. 07/05/1955)
- Herbert Lee (f. 25/09/1961)
- Viola Liuzzo (f. 25/03/1965)
- Carol Denise McNaire (f. 15/09/1963)
- Delano Herman Middleton (f. 08/02/1968)
- Charles Eddie Moore (f. 02/05/1964)
- Oneal Moore (f. 02/06/1965)
- William Lewis Moore (f. 23/04/1963)
- Mack Charles Parker (f. 24/04/1959)
- Lemuel Penn (f. 11/07/1964)
- James Reeb (f. 11/03/1965)
- John Earl Reese (f. 23/10/1955)
- Carole Robertson (f. 15/09/1963)
- Michael Schwerner (f. 21/06/1964)
- Henry Ezekial Smith (f. 08/02/1968)
- Lamar Smith (f. 13/08/1955)
- Emmett Till (f. 28/08/1955)
- Clarence Triggs (f. 30/07/1966)
- Virgil Lamar Ware (f. 15/09/1963)
- Cynthia Wesley (f. 15/09/1963)
- Ben Chester White (f. 10/06/1966)
- Sammy Younge Jr. (f. 03/01/1966)